# Indrajayavarman
Indrajayavarman, död 1327, var en kambodjansk monark. Han var kung av Khmerriket mellan 1308 och 1327.